# Янушовски, Георгина фон
Георгина фон Янушовски, Джорджина Янушовски (нем. Georgine von Januschowsky; 4 октября 1849, Ольмюц — 6 сентября 1914, Нью-Йорк) — австрийско-американская оперная певица и актриса оперетты; жена Адольфа Нойендорфа.
Была привлечена своим мужем к выступлениям на американской сцене, дебютировав в 1880 г. в нью-йоркском театре «Германия», и в дальнейшем делила свою сценическую карьеру поровну между США и европейскими сценами. Шесть сезонов выступала в Метрополитен-опера (1885—1887, 1895—1897, 1903—1904, 1906—1907), в том числе в шести вагнеровских партиях. В 1891 г. пела Сантуццу в одной из двух проходивших в Нью-Йорке в один вечер конкурирующих американских премьер «Сельской чести» Пьетро Масканьи — критик Генри Кребиль оценил постановку Нойендорфа с участием Янушовски выше конкурировавшей. Янушовски выступала также во многих других театрах США, а в Европе — в Венской придворной опере (1893—1895), в Веймаре (в том числе в премьере оперы Ксавера Шарвенки «Матасвинта», 1896), Лейпциге, Фрайбурге, Мангейме, Граце, Висбадене и др.
В конце жизни, утратив голос, Янушовски осталась на сцене в небольших ролях в оперетте; давала частные уроки вокала; из её учеников наиболее известна Маргарет Матценауэр.